# ساگا نو کورا یامادا نو ایشیکاوا نو مارو
ساگا نو کورا یامادا نو ایشیکاوا نو مارو ((به ژاپنی: 蘇我倉山田石川麻呂 Soga no Kurayamada no Ishikawa no Maro); ۱ ژانویهٔ ۰۶۵۰ – ۱۵ مهٔ ۰۶۴۹) از خاندان سوگا، اودایجین (وزیر راست) سامورایی اهل ژاپن بود.
او عضوی از خاندان سوگا و اولین دارنده مقام اودایجین (وزیر حق) بود. او پسر سوگا نو کورامارو و نوه سوگا نو اوماکو بود؛ دخترش با شاهزاده ناکا-نو-اوئه ازدواج کرده بود. پس از سقوط سوگا نو ایروکا، او ارشدترین عضو خانواده بود. همانطور که در وقایع‌نگاری نیهون شوکی آمده است، او به خیانت متهم شد و در سال ۶۴۹ در یامادا-درا خود را خفه کرد؛ همسر و هفت فرزندش نیز خودکشی کردند؛ سایر بستگان دستگیر و اعدام شدند. کشف اسناد تبرئه منجر به عفو پس از مرگ و انتصاب تهمت زننده به استان تسوکوشی شد. مرگ او به سلطه سیاسی خاندان سوگا پایان داد.